# Corrida impulsionada
Corrida impulsionada ou empurrar carreira (run batted in) ou RBI é uma estatística usada no beisebol para creditar um batedor quando a rebatida de sua vez no bastão resulta numa corrida sendo anotada, exceto no caso de um erro.

## Regras da MLB
O livro de regras oficial da Major League Baseball determina:

(a) O anotador oficial creditará o batedor com uma corrida impulsionada para toda corrida marcada

(1) não ajudada por um erro e como parte de uma jogada começada pela rebatida válida do batedor (incluindo o home run do batedor), bunt de sacrifício, fly de sacrifício, eliminação no campo interno ou escolha do defensor, a menos que a Regra 10.04(b) se aplique;
(2) por razão do batedor tornar-se um corredor com as bases lotadas (por causa de uma base por bolas, um prêmio de primeira base por ter sido tocado por uma bola arremessada ou por interferência ou obstrução); ou
(3) quando, antes de duas eliminações, um erro é cometido numa jogada na qual um corredor na terceira base normalmente marcaria.
(b) O anotador oficial não creditará uma corrida impulsionada
(1) quando o batedor bata para uma queimada dupla forçada ou uma queimada dupla forçada reversa; ou
(2) quando um defensor é penalizado com um erro porque o defensor errou um lançamento para a primeira base que teria completado uma queimada dupla forçada.

(c) O juízo do anotador oficial deve determinar se uma corrida impulsionada será creditada para uma corrida marcada quando um defensor retém a bola ou lança-a para a base errada. Ordinariamente, se o corredor continua avançando, o anotador oficial deve creditar uma corrida impulsionada; se o corredor pára e arranca novamente quando o corredor nota o mau lance, o anotador oficial deve creditar a corrida como marcada na escolha do defensor.

## Críticas
A visível importância da RBI é mostrada pelo fato dela ser uma das três categorias que compõe a tríplice coroa. Além do mais, RBIs na carreira são freqüentemente citadas em debates sobre quem deve ser eleito para o Salão da Fama. Contudo, críticos argumentam que RBIs são melhores para medir a qualidade da escalação do que a do próprio jogador, já que é o número de homens em base que determina o número de RBIs que um jogador pode ter. RBIs são casuais na quantidade e proporção de oportunidades dadas ao jogador.